# خودت خیت شدی
خودت خیت شدی (انگلیسی: The Joke's on You)  یک فیلم کمدی صامت کوتاه آمریکایی به کارگردانی رالف سیدر است که در سال ۱۹۲۵ منتشر شد. از بازیگران این فیلم می‌توان به اولیور هاردی، بیلی وست و اتلین گیبسون اشاره کرد.